# Silur
| Silur 444 miljoner – 419 miljoner år före nutid | Silur 444 miljoner – 419 miljoner år före nutid | Silur 444 miljoner – 419 miljoner år före nutid | Silur 444 miljoner – 419 miljoner år före nutid |
| Period (System)                                 | Epok (Serie)                                    | Ålder (Etage)                                   | Miljoner år sedan                               |
| ----------------------------------------------- | ----------------------------------------------- | ----------------------------------------------- | ----------------------------------------------- |
| Devon                                           | Äldre devon                                     | Lochkov                                         | senare                                          |
| Silur                                           | Pridoli                                         | Pridoli                                         | 423–419                                         |
| Silur                                           | Ludlow                                          | Ludford                                         | 426–423                                         |
| Silur                                           | Ludlow                                          | Gorsty                                          | 427–426                                         |
| Silur                                           | Wenlock                                         | Homer                                           | 430–427                                         |
| Silur                                           | Wenlock                                         | Sheinwood                                       | 433–430                                         |
| Silur                                           | Llandovery                                      | Telych                                          | 438–433                                         |
| Silur                                           | Llandovery                                      | Aeron                                           | 441–438                                         |
| Silur                                           | Llandovery                                      | Rhuddan                                         | 444–441                                         |
| Ordovicium                                      | Yngre ordovicium                                | Hirnant                                         | tidigare                                        |

Silur är en geologisk period under den paleozoiska eran och varade mellan 444 miljoner år och 419 miljoner år sedan. Tidsmässigt kommer silur efter ordovicium och före devon. Silur är indelad i fyra epoker: llandovery, wenlock, ludlow och pridoli.
| Fanerozoikum                 | Fanerozoikum       | Fanerozoikum | Fanerozoikum      |
| Eon                          | Era                | Period       | Miljoner år sedan |
| ---------------------------- | ------------------ | ------------ | ----------------- |
| Fanero- zoikum               | Kenozoikum         | Kvartär      | 2,6–0,0           |
| Fanero- zoikum               | Kenozoikum         | Neogen       | 23–2,6            |
| Fanero- zoikum               | Kenozoikum         | Paleogen     | 66–23             |
| Fanero- zoikum               | Mesozoikum         | Krita        | 145–66            |
| Fanero- zoikum               | Mesozoikum         | Jura         | 201–145           |
| Fanero- zoikum               | Mesozoikum         | Trias        | 252–201           |
| Fanero- zoikum               | Paleozoikum        | Perm         | 299–252           |
| Fanero- zoikum               | Paleozoikum        | Karbon       | 359–299           |
| Fanero- zoikum               | Paleozoikum        | Devon        | 419–359           |
| Fanero- zoikum               | Paleozoikum        | Silur        | 444–419           |
| Fanero- zoikum               | Paleozoikum        | Ordovicium   | 485–444           |
| Fanero- zoikum               | Paleozoikum        | Kambrium     | 541–485           |
| Protero- zoikum              | Neoprotero- zoikum | Ediacara     | tidigare          |
| Se även Geologisk tidsskala. |                    |              |                   |

## Namn och definition
Silur blev först definierad av Sir Roderick Murchison, en brittisk geolog som undersökte de fossilförande sedimentära bergarterna i södra Wales under tidigt 1830-tal. Murchison namngav lagerföljden, liksom hans vän och kollega Adam Sedgwick hade gjort med kambrium, efter en keltisk stam ifrån Wales, silurerna.
Vid jämförelser med likåldriga lagerföljder som låg längre bort från typlokalen framgick det snart att "silur" och "kambrium" överlappade varandra. Problemet löstes 1879 av Charles Lapworth, då han introducerade ordovicium, en tidsålder som inkluderade de överlappande tidsintervallen.
Gotlandium är en äldre, numera övergiven, beteckning på silur.
GSSP för gränsen mellan ordovicium och silur ligger vid Dobs Linn i Skottland. 

## Geografi och klimat
De flesta kontinenterna låg samlade på södra halvklotet under namnet Gondwana. Inlandsisarna runt sydpolen minskade jämfört med ordovicium. Detta gjorde att havsnivåerna steg. Laurentia (Nordamerika) och Baltica (Nordeuropa) låg nära ekvatorn. Under silur kolliderade dessa två kontinenter och bildade superkontinenten Euroamerica. Vid kollisionen veckades kustavlagringarna ihop och bildade en bergskedja från Skandinavien till östra Nordamerika. Klimatet var varmt och stabilt med grunda hav som nådde in över kontinenterna.

## Biologisk utveckling
Vegetationen på land utvecklades där mossliknande växter fick sällskap av de första kärlväxterna. Dessa kan transportera näring genom hela växten genom speciell ledningsvävnad. Växterna andades genom klyvöppningar och spred sig med sporer. Bland växterna levde spindelliknande leddjur och tusenfotingar. Dessa var rovdjur så det bör ha funnits någon form av bytesdjur också. Detta är exempel på ett tidigt ekosystem utvecklat på land. Korallrev bredde ut sig i haven och fiskarna utvecklade en mängd former. De modernare benfiskarna dök upp. Brakiopoder (armfotingar), bryozoer (mossdjur), blötdjur, trilobiter och svampdjur dominerade faunan i de grunda delarna av haven. Här jagade även havsskorpioner på upp till flera meters längd. I den fria vattenmassan svävade graptoliter (en utdöd grupp kolonibildande organismer). När de dog sjönk de till bottnen och är vanliga i de på djupt vatten avsatta  lerskiffrarna.

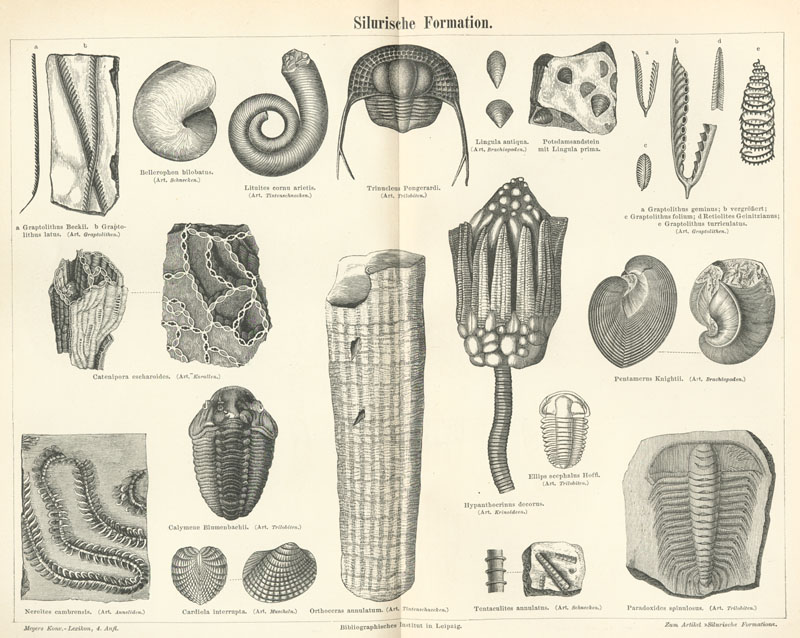
Bilder av olika fossil från silur.
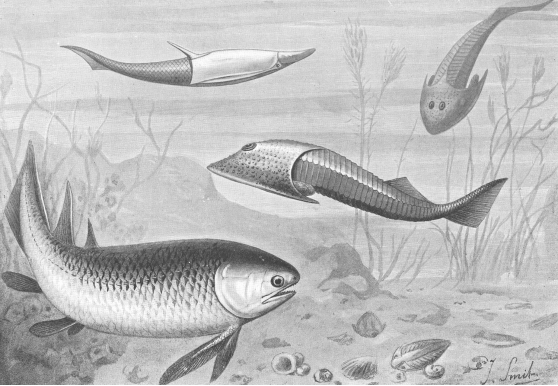
Konstnärens föreställning om siluriska fiskarter.

## Sverige

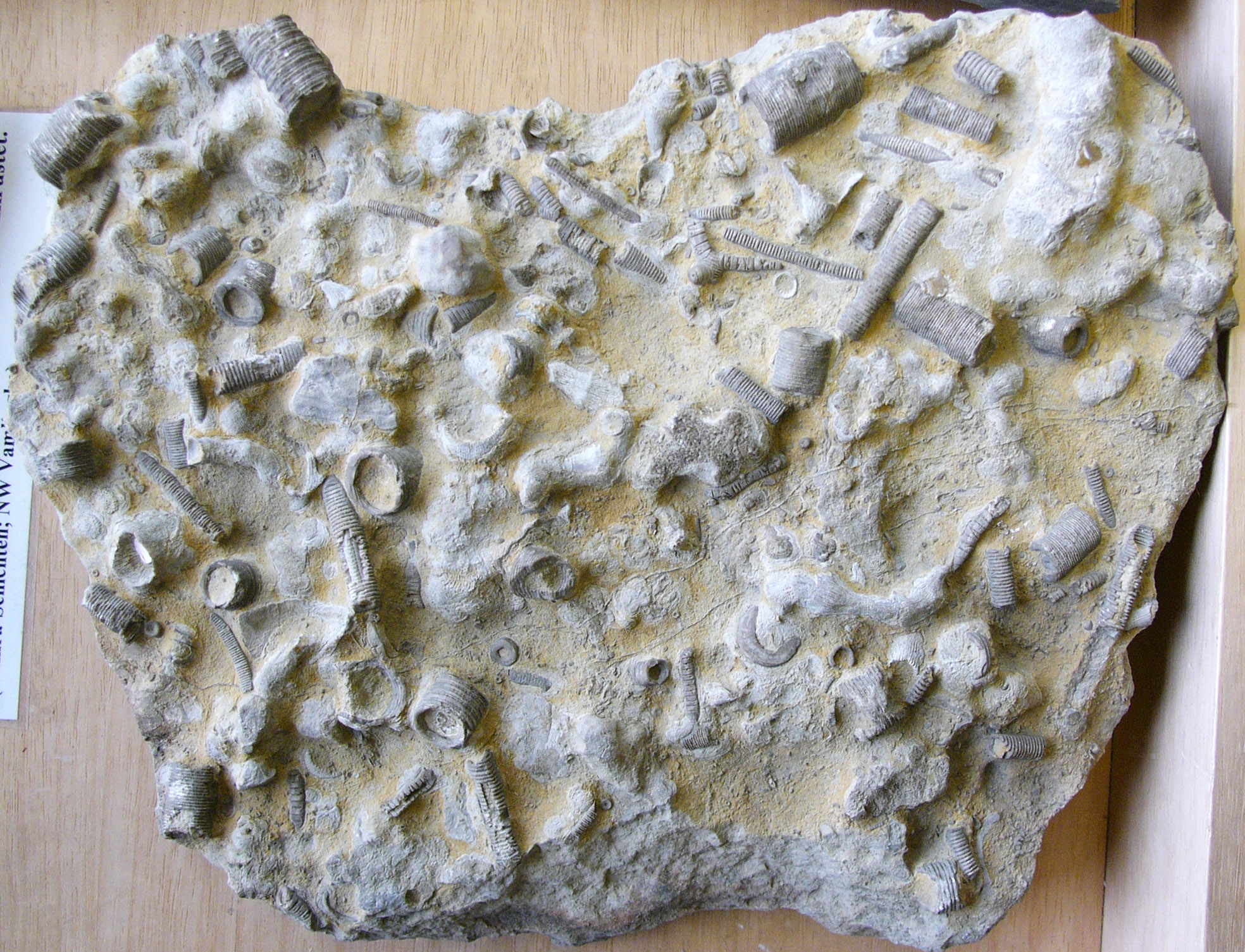
Fossil från silur främst av sjöliljor men även några fragment rugosa koraller från Gotland.

I Sverige finns det bergarter från silur i Skåne, Dalarna, Västergötland, Gotland, Östergötland, Jämtland och Lappland. Under silur fortsatte bildningen även den svenska fjällkedjan (Kaledoniderna), när de två paleokontinenterna Baltika och Laurentia kolliderade, vilket resulterade i intensiv bergskedjebildning.

### Gotland
Under silur låg Sverige ganska nära ekvatorn, vilket har resulterat i att i den siluriska berggrunden på Gotland finns rester av ett flertal stora rev. Berggrunden på Gotland vittnar om att de sediment (som sedan kom att bilda den kalkrika berggrunden) avsattes i ett grunt tropiskt hav. På Gotland har man bland annat gjort fossilfynd (Nature 2007), som visar att den äldsta kända benfisken, den lilla Andreolepis, simmade där för drygt 400 miljoner år sedan.

### Skåne
Från silur finns mycket mäktiga lagerföljder i Skåne, lokalt mer än en kilometer tjocka. Under större delen av perioden avsattes dessa som skiffer i ett djupt tropiskt hav. Dessa kallas Kallholnskiffer, Cyrtograptusskiffer och Colonusskiffer. Under epoken Ludlow blev havet allt grundare på grund av sedimentationen och under åldern Ludford ersattes skiffern av kalkstenslager (Klintaformationen) och slutligen av sandsten (Övedssandsten) under Pridoli.